# ان‌جی‌سی ۲۴۳
ان‌جی‌سی ۲۴۳ (انگلیسی: NGC 243) نام یک کهکشان عدسی در صورت فلکی آندرومدا است.